# Équipe cycliste Canel's-Java
L'équipe cycliste Canel's-Java est une équipe cycliste mexicaine créée en 2012 et participant aux circuits continentaux de cyclisme et en particulier l'UCI America Tour. D'abord amateur, elle devient une équipe continentale à partir de la saison 2017.

## Histoire
L'équipe est créée sous la forme d'une équipe amateur en 2012. Elle tient son nom de son principal sponsor, la société mexicaine Canel's, qui fabrique des Chewing-gums et des bonbons. 
Elle devient une équipe continentale de 2017 à 2022.

## Principales victoires

### Championnats nationaux
- Championnats du Mexique sur route : 7
  - Course en ligne : 2017 (Efrén Santos), 2019 et 2023 (Ignacio Prado)
  - Contre-la-montre : 2020, 2021 (Ignacio Prado) et 2023 (Edgar Cadena)
  - Contre-la-montre espoirs : 2017 (Jhonatan Casillas)

## Classements UCI
L'équipe participe aux épreuves des circuits continentaux et principalement les courses du calendrier de l'UCI America Tour. Le tableau ci-dessous présente les classements de l'équipe sur le circuit, ainsi que son meilleur coureur au classement individuel. 
 UCI America Tour 
| Saison | Classement par équipes | Meilleur coureur au classement individuel |
| ------ | ---------------------- | ----------------------------------------- |
| 2017   | 6e                     | José Alfredo Aguirre (11e)                |
| 2018   | 9e                     | Román Villalobos (39e)                    |
| 2019   | 5e                     | Ignacio Prado (18e)                       |
| 2020   | 6e                     | Santiago Ordóñez (47e)                    |
| 2021   | 6e                     | Francisco Lara (58e)                      |

L'équipe est également classée au Classement mondial UCI qui prend en compte toutes les épreuves UCI et concerne toutes les équipes UCI.
| Saison | Classement par équipes | Meilleur coureur au classement individuel |
| ------ | ---------------------- | ----------------------------------------- |
| 2017   | -                      | José Alfredo Aguirre (382e)               |
| 2018   | -                      | Román Villalobos (811e)                   |
| 2019   | 62e                    | Ignacio Prado (238e)                      |
| 2020   | 84e                    | Santiago Ordóñez (633e)                   |
| 2021   | 83e                    | Francisco Lara (556e)                     |

## Canel's-ZeroUno en 2022
| Cycliste               | Date de naissance | Nationalité | Équipe 2021     |  |
| ---------------------- | ----------------- | ----------- | --------------- |  |
| Heiner Rodrigo Parra   | 9 octobre 1991    | Colombie    | Canel's-ZeroUno |  |
| Ignacio de Jesús Prado | 21 septembre 1993 | Mexique     | Canel's-ZeroUno |  |